# Maciejów Stary
Maciejów Stary (do końca 2008 Stary Maciejów) – wieś w Polsce położona w województwie lubelskim, w powiecie lubelskim, w gminie Wysokie.
| SIMC    | Nazwa     | Rodzaj    |
| ------- | --------- | --------- |
| 0905400 | Cegielnia | część wsi |

Wieś wchodziła w skład dóbr Wysokie Lubelskie księżnej Anny Jabłonowskiej. W latach 1975–1998 miejscowość administracyjnie należała do województwa zamojskiego. Do końca 2008 nosiła nazwę Stary Maciejów.
Wieś stanowi sołectwo gminy Wysokie. Według Narodowego Spisu Powszechnego z roku 2011 wieś liczyła 279 mieszkańców.
We wsi znajduje się polskokatolicki kościół pw. Świętych Apostołów Piotra i Pawła należący do parafii w Maciejowie Nowym. 